# James C. Wofford
James Cunningham Wofford (Junction City, 3 novembre 1944 – 2 febbraio 2023) è stato un cavaliere statunitense.

## Biografia
Prese parte alle Olimpiadi estive del 1968 a Città del Messico, durante le quali vinse la medaglia d'argento nel concorso a squadre con John Michael Plumb e Michael Page. Si presentò anche alle Olimpiadi estive del 1972 a Monaco di Baviera, dove vinse un'altra medaglia d'argento nel concorso a squadre con Bruce Davidson, John Michael Plumb e Kevin Freeman.
Wofford è morto nel 2023, quasi ottantenne.